# Puymiclan
Puymiclan är en kommun i departementet Lot-et-Garonne i regionen Nouvelle-Aquitaine i sydvästra Frankrike. Kommunen ligger i kantonen Seyches som tillhör arrondissementet Marmande. År 2022 hade Puymiclan 707 invånare.

## Befolkningsutveckling
Antalet invånare i kommunen Puymiclan
| Referens: INSEE |

## Monument

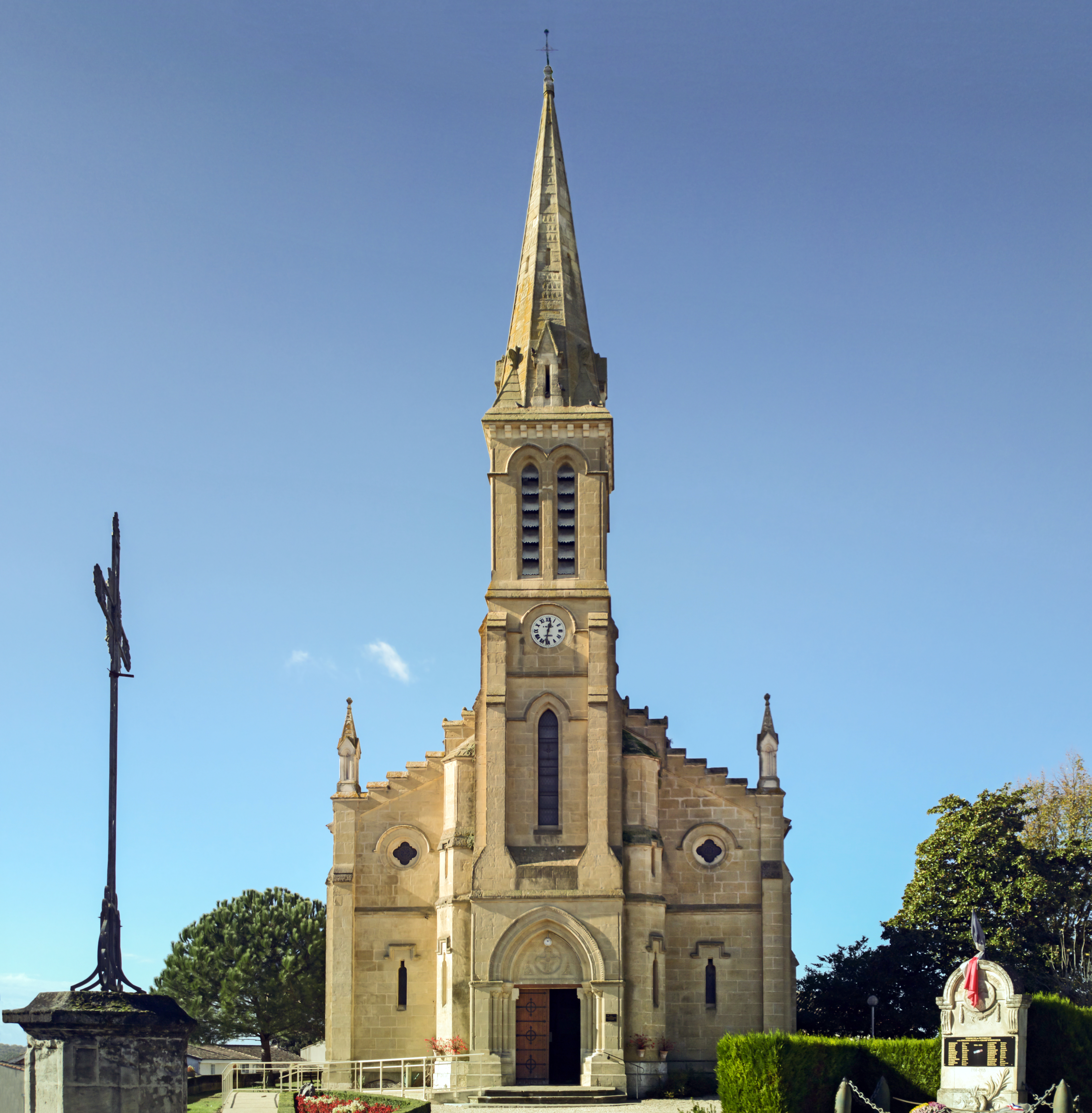
Kyrka Notre-Dame-des-Pins
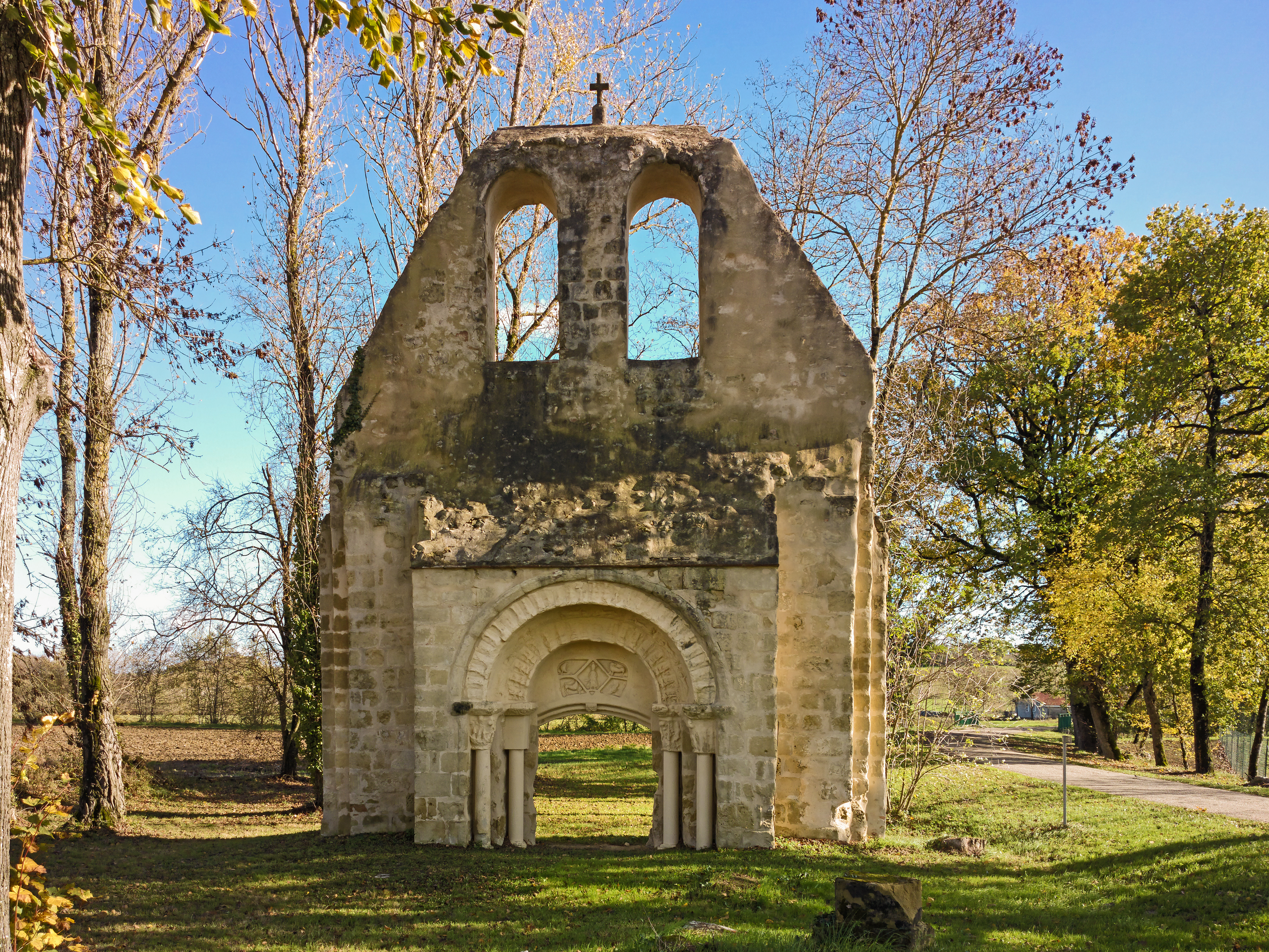
Kyrka Saint-Pierre-de-Londres
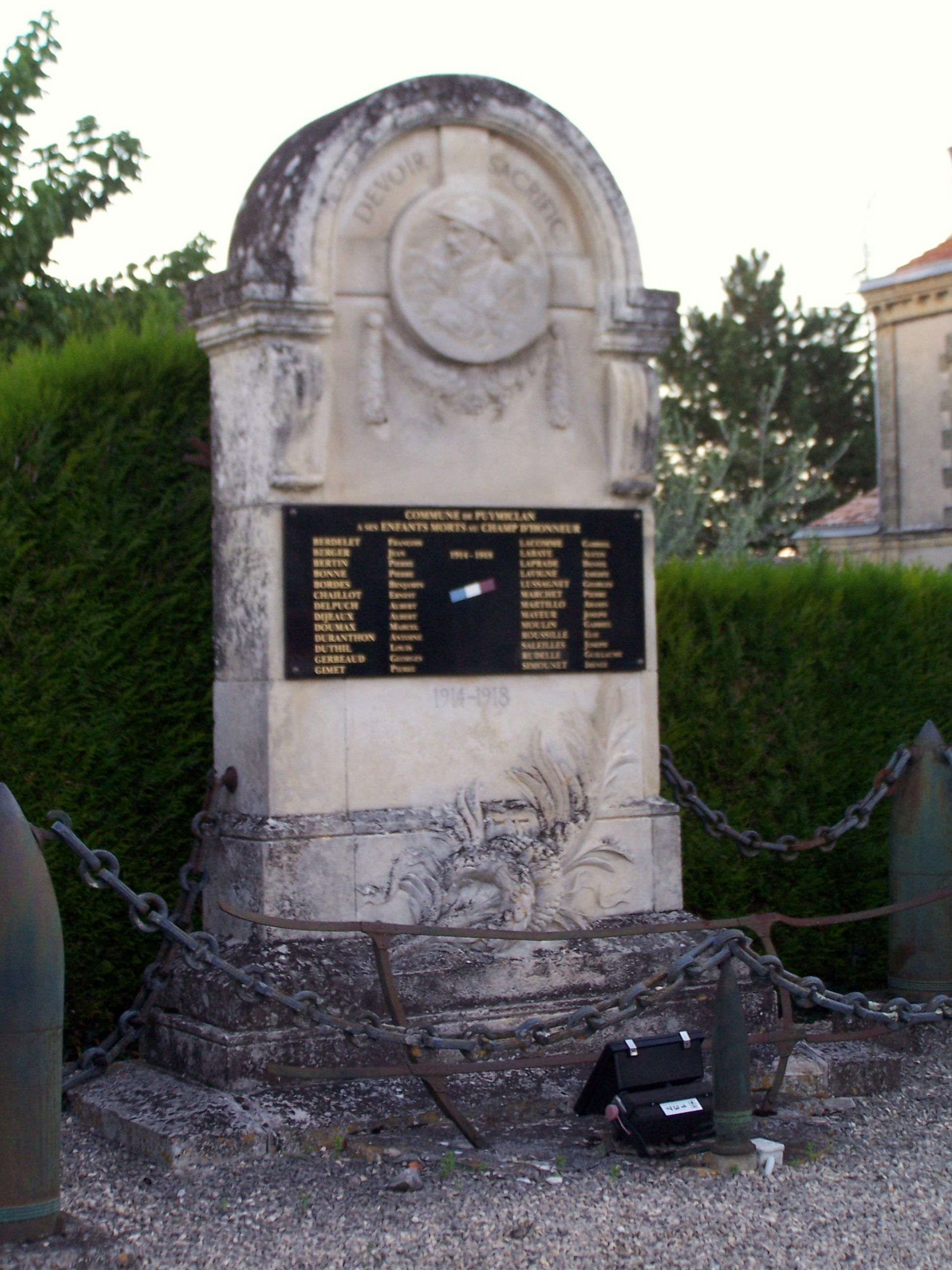